# The King of Fighters: Destiny
The King of Fighters: Destiny é uma série em computação gráfica baseada na franquia de jogo eletrônico de luta The King of Fighters. Produzido na China pela Shanghai Motion Magic Digital Entertainment.
A série possui vinte e quatro capítulos com média de 12 minutos cada, e estão previstas três temporadas que culminarão com o lançamento de um filme. O seriado foi desenvolvido pela equipe responsável por Kingsglaive: Final Fantasy XV e a dublagem é realizada pelos mesmos dubladores japoneses do videogame.
A música de abertura se chama The Awakening of Justice e a de encerramento é Tears, tema do personagem Kyo Kusanagi desde The King of Fighters' 99.

## Sinopse
Os eventos acontecem a cada episódio na cidade de South Town, cidade fictícia em que o torneio tem lugar no King of Fighters original, e explora a chamada Saga Orochi, que ocorre entre o The King of Fighters '94 e The King of Fighters '97, mostrando o passado e o presente de alguns personagens como Kyo Kusanagi, Terry Bogard, Mai Shiranui, Geese Howard e Ryo Sakazaki no desenrolar do primeiro torneio King of Fighters, além de resgatar fatos do jogo Fatal Fury.

## Episódios
1. Southtown. (Cidade do Sul)

2. Kyokugen style. (Estilo Kyokugen)

3. Angelina.

4. Brother. (Irmão)

5. Side story: Geese Howard. (História Lateral: Geese Howard)

6. Queens team. (Time das Rainhas)

7. Memories. (Memórias)

8. Reception. (Recepção)

9. Secret. (Segredo)

10. Side Story: Nikaido Benimaru. (História Lateral: Benimaru Nikaido)

11. Ready Go!. (Prontos Já!)

12. Shadow of evil. (Sombra do mal)

13. Trap. (Armadilha)

14. Fatal Fury. (Fúria Fatal)

15. Side Story: Angelina. (História Lateral: Angelina)

16. Final round. (Round Final)

17. Black Crystal. (Cristal Negro)

18. Escape. (Fuga)

19. Labyrinth. (Labirinto)

20. Side Story: King. (História Lateral: King)

21. Generator. (Gerador)

22. R.

23. Rugal Bernstein.

24. Destiny. (Destino)